# Santa Maria del Soccorso

Santa Maria del Soccorso is een metrostation in de Italiaanse hoofdstad Rome. Het station werd geopend op 7 december 1990 en wordt bediend door lijn B van de metro van Rome.

## Geschiedenis
Het station ligt op het tracé dat in 1941 was voorzien voor de metrolijn C tussen Termini en Rebibbia. Destijds zou de metro onder de Via Tiburtina lopen maar in het tracébesluit kwam de tunnel ten westen van Santa Maria del Soccorso ten noorden van de Via Tiburtina te liggen. Ten oosten van het station wordt de in 1941 geplande route gevolgd over een deels bovengronds baanvak. De lijn naar Rebibbia werd niet gebouwd als lijn C maar als verlenging van lijn B en werd op 7 december 1990 geopend, een dag later konden reizigers de metro nemen.

## Ligging en inrichting
Het station heeft een bovengronds bakstenen stationsgebouw en ondergronds twee zijperrons die per trap en lift toegankelijk zijn. Het ligt aan de Via Tiburtina ter hoogte van het Piazza Santa Maria del Soccorso dat met een loopbrug verbonden is met het station. De noordkant van het station is tevens de tunnelmond van de tunnel tussen hier en Piramide.  